# Honda RA272
A Honda RA272 egy korábbi Formula–1-es autó, melyet a Honda épített az 1965-ös szezonra. A csapat még esélyesebb lett a sikerre, amikor a tapasztalt Richie Ginther lett Ronnie Bucknum partnere, és a csapat két autót indított.

## Tervezés
Az előző év versenyeinek tapasztalataiból okulva a tél folyamán a Honda mérnökei elszántan dolgoztak az autó továbbfejlesztésén, hogy ellensúlyozzák a négy keréken zajló versenyek tapasztalatainak hiányát. A csapat sikert akart kovácsolni a modern RA271 motor potenciális előnyeiből, hiszen a motor legnagyobb teljesítménye 230 lóerő volt, vagyis több mint tíz százalékkal volt erősebb még a Scuderia Ferrari bivalyerős autóinál is. Az RA272-es egy valódi csoda, egy 1.5 literes, V12-es, 48 szelepes, vízhűtéses motor volt benne, amely 230 LE-t tudott 13.000-es fordulaton.

## Szezon
A csapat 1965-ben egy második autót is csatasorba állított, amelyet a már tapasztaltnak mondható, szinten amerikai Richie Ginther kapott meg. Monte-Carlóban Ginther féltengely problémák miatt nem tudott kört teljesíteni, míg Ronnie Bucknum a 33. körben váltóhiba miatt adta fel a versenyt. Spában Ginther a negyedik helyről rajtolva a hatodiknak ért célba és megszerezte a Honda első Formula–11-es pontjait. Csapattársa ismételten a váltó miatt esett ki a versenyből. Franciaországban mindkét pilóta a futam elején gyújtás problémák miatt esett ki.

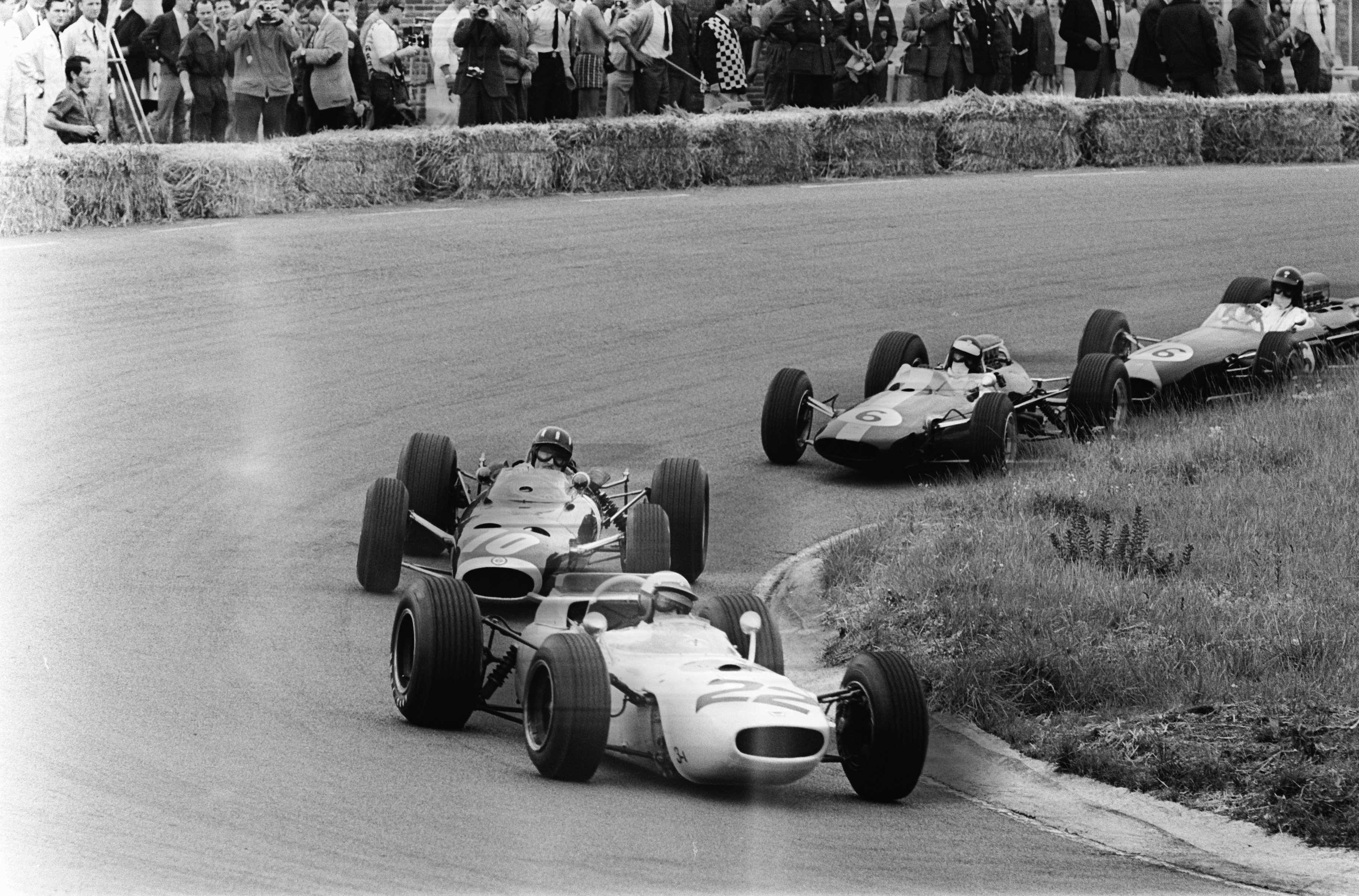
Richie Ginther a RA272 volánja mögött.

Silverstone-ban Richie Ginther a harmadik helyre kvalifikálta magát. A rajt után rögtön az élre került a  Hondával, de a második körre már Clark, Hill és Surtees is elment mellette, végül motorhibával kiesett. Ronnie Bucknum-nak ismét műszaki hiba hátráltatta a versenyét. A gondot a alacsony nyomáson működő befecskendezés jelentette, amely nehezen viselte a hőmérséklet-ingadozást. Ez a szezon során többször okozott problémát a csapatnak.
Zandvoortban Hill érte el a pole-t Clark és Richie Ginther előtt. A rajt után Ginther-Hill-Clark volt az első három sorrendje. Hill a 2. kör, Clark 4. kör végén előzte meg a Ginthert. Amíg Clark egyre növelte előnyét az élen, Ginther folyamatosan esett vissza, előbb Dan Gurney, majd Stewart, végül Hulme is megelőzte, így a hatodik helyen ért célba. Ezzel egy pontot szerzett. Németországban nem vettek részt egyik autóval sem. Monzában mindkét pilóta ismételten a gyújtás miatt esett ki, nem először a szezon során.
Amerikában Richie Ginther a harmadik helyre kvalifikálta magát. Ez kevésnek bizonyult miután több kör hátrányba ért célba mindkét autója a csapatnak. A szezon és egyben az 1,5 literes motorok érájának utolsó versenyét Mexikóban futották, amely a Honda számára is mérföldkőnek bizonyult. Ginther ismét a harmadik helyre kvalifikálta magát, majd a rajtnál megszerezte a vezetést, majd sikerrel verte vissza az ellenfelek támadásait, és a japán márka számára megszerezte az első futamgyőzelmet. Tovább fokozta az ünnepi hangulatot, hogy Bucknum ötödik lett. A csapat ezzel a konstruktőrök versenyén a 6. lett.

## Teljes Formula–1-es eredménylistája
(Táblázat értelmezése)

(Félkövér: pole-pozícióból indult; dőlt: leggyorsabb kört futott) 

| Év   | Konstruktőr         | Motor     | Gumi | Versenyzői     | 1   | 2   | 3   | 4   | 5   | 6   | 7   | 8   | 9   | 10  | Pont | WCC |
| ---- | ------------------- | --------- | ---- | -------------- | --- | --- | --- | --- | --- | --- | --- | --- | --- | --- | ---- | --- |
| 1965 | Honda R & D Company | Honda V12 | G    |                | MON | NED | BEL | FRA | GBR | GER | AUT | ITA | USA | MEX | 11   | 6.  |
| 1965 | Honda R & D Company | Honda V12 | G    | Ronnie Bucknum |     | Ki  | Ki  | Ki  |     |     |     | Ki  | 13  | 5   | 11   | 6.  |
| 1965 | Honda R & D Company | Honda V12 | G    | Richie Ginther |     | Ki  | 6   | Ki  | Ki  | 6   |     | Ki  | 7   | 1   | 11   | 6.  |

## Galéria

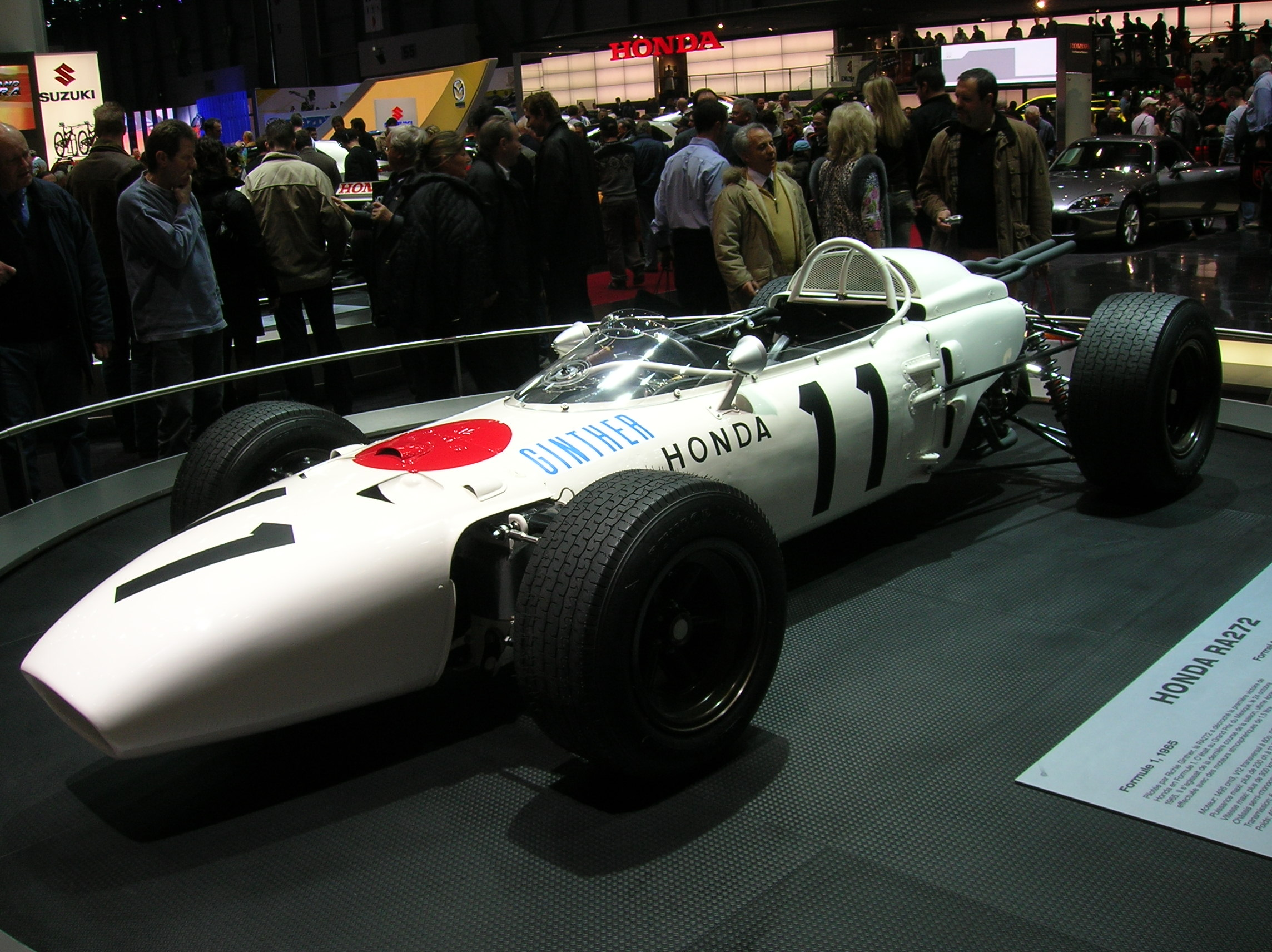
A Honda RA272 a Honda kiállításon.
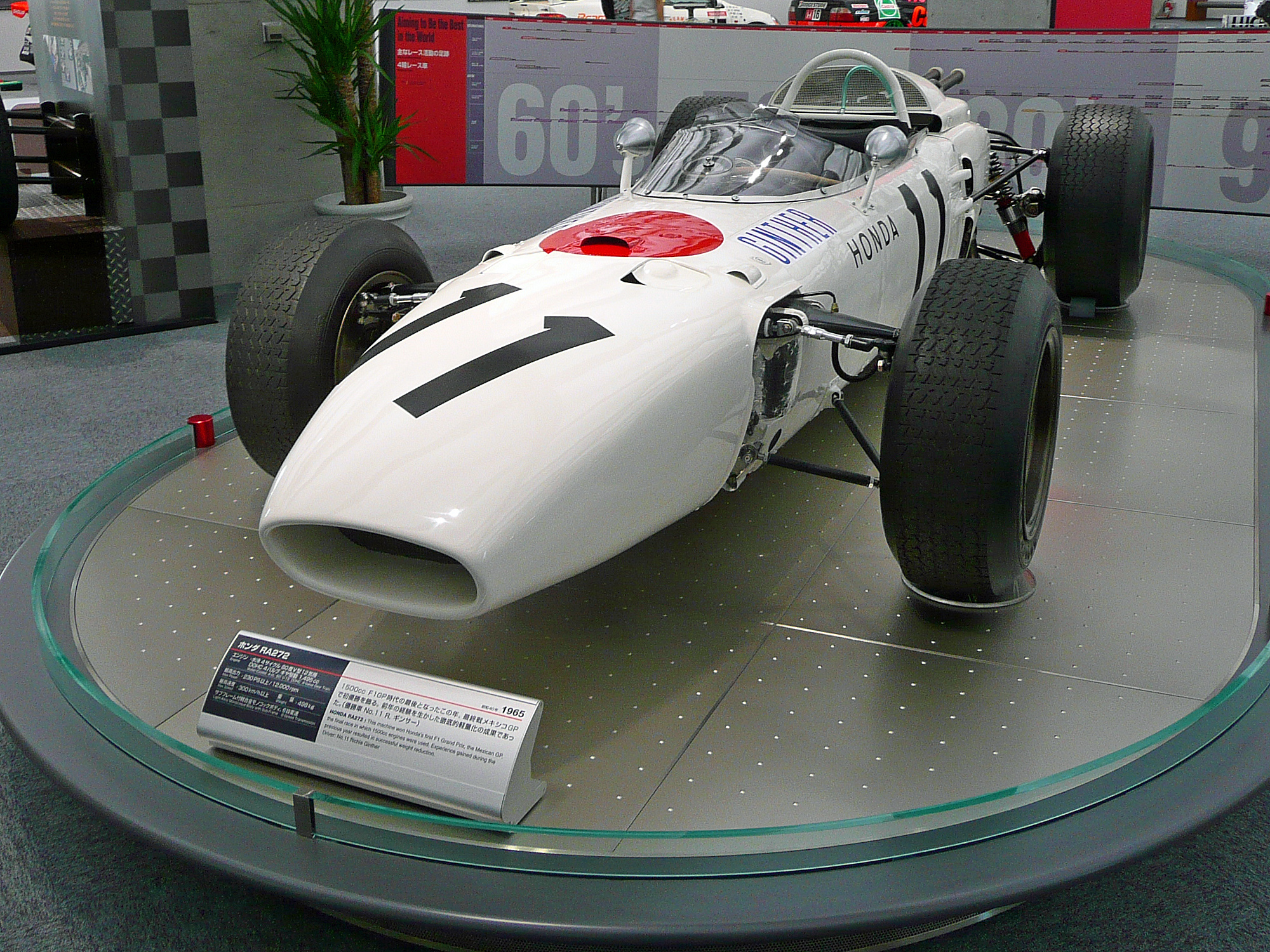
A Honda RA272 a Honda kiállításon.
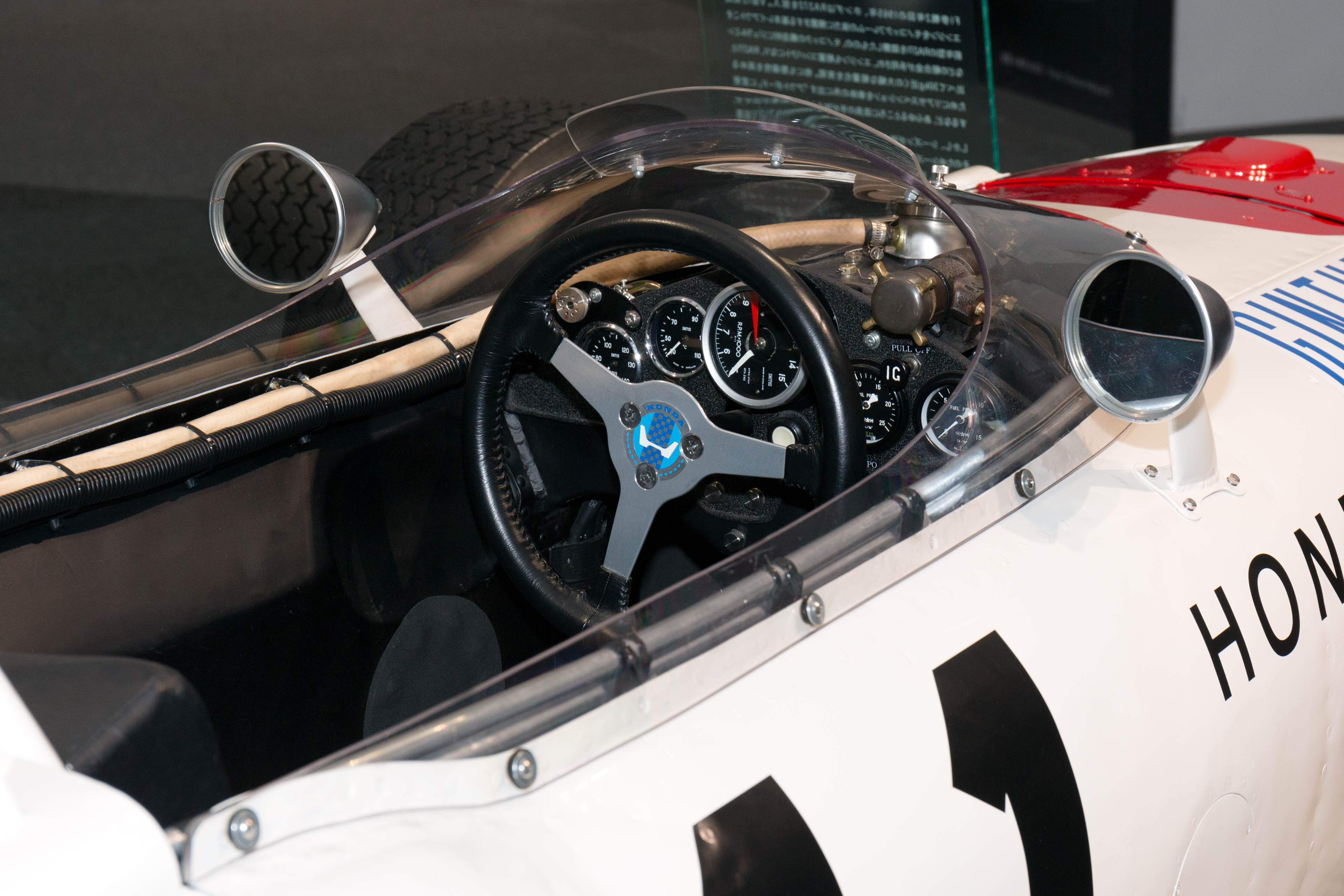
A Honda RA272 a Honda kiállításon.
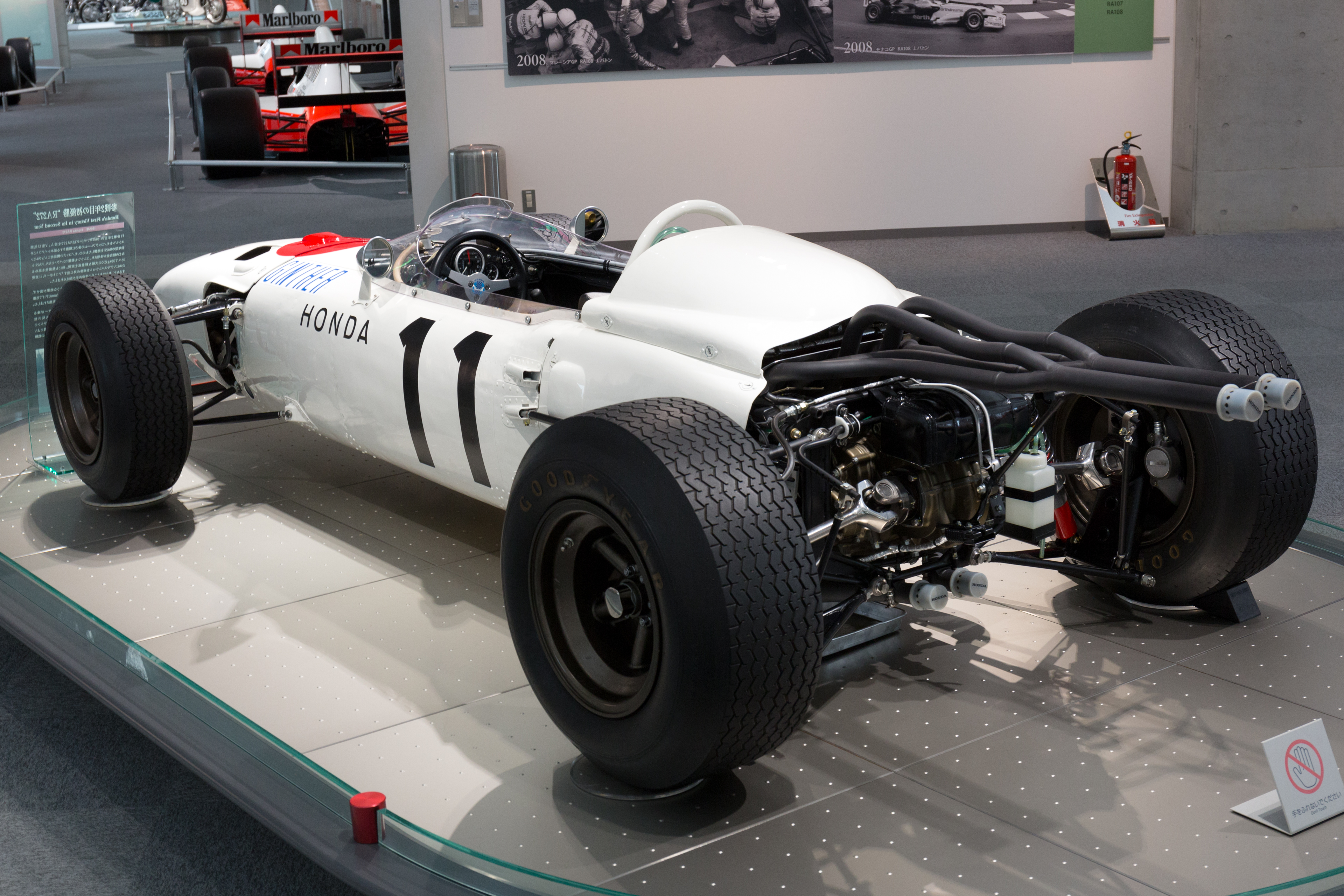
A Honda RA272 a Honda kiállításon.
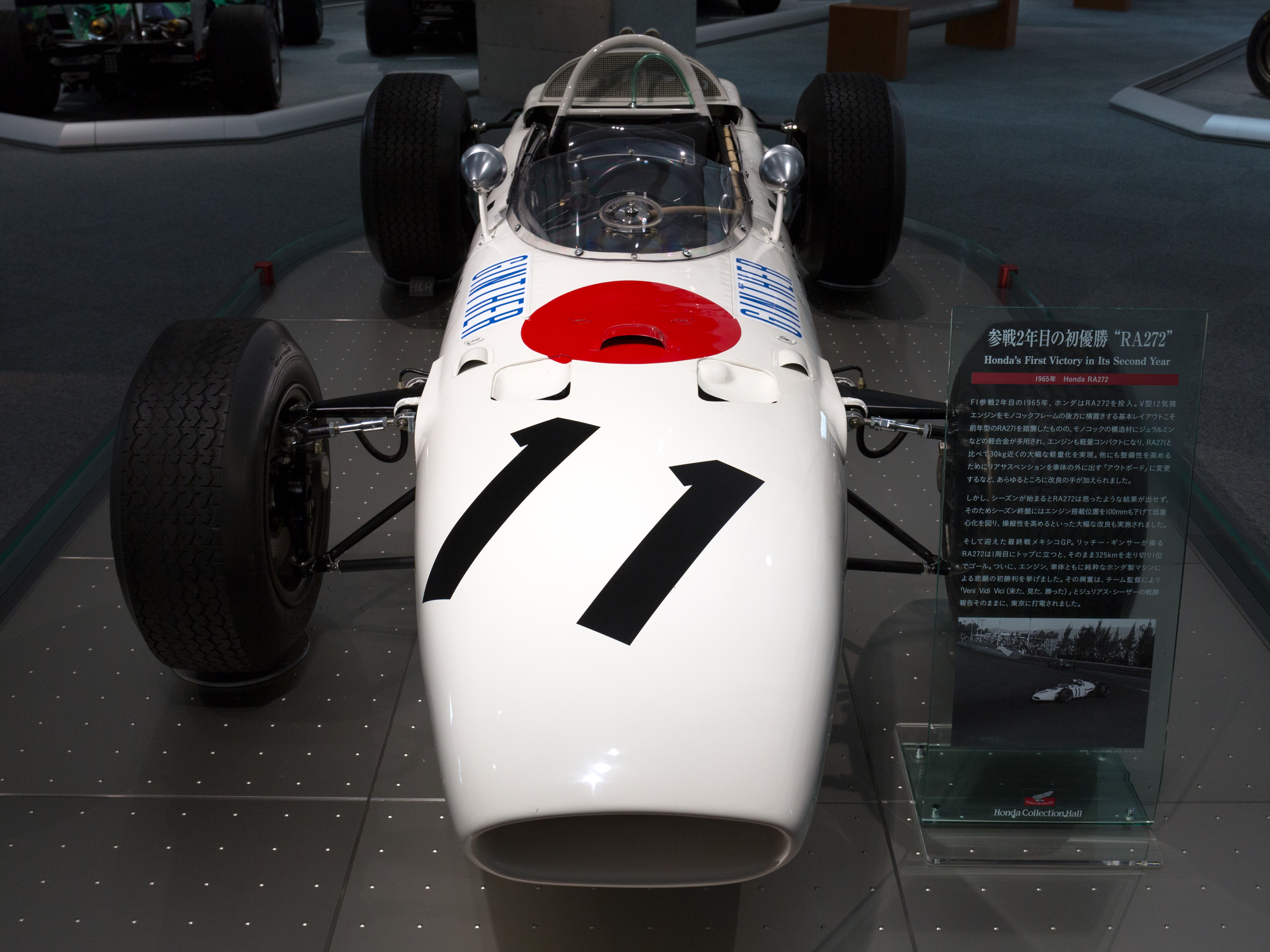
A Honda RA272 a Honda kiállításon.
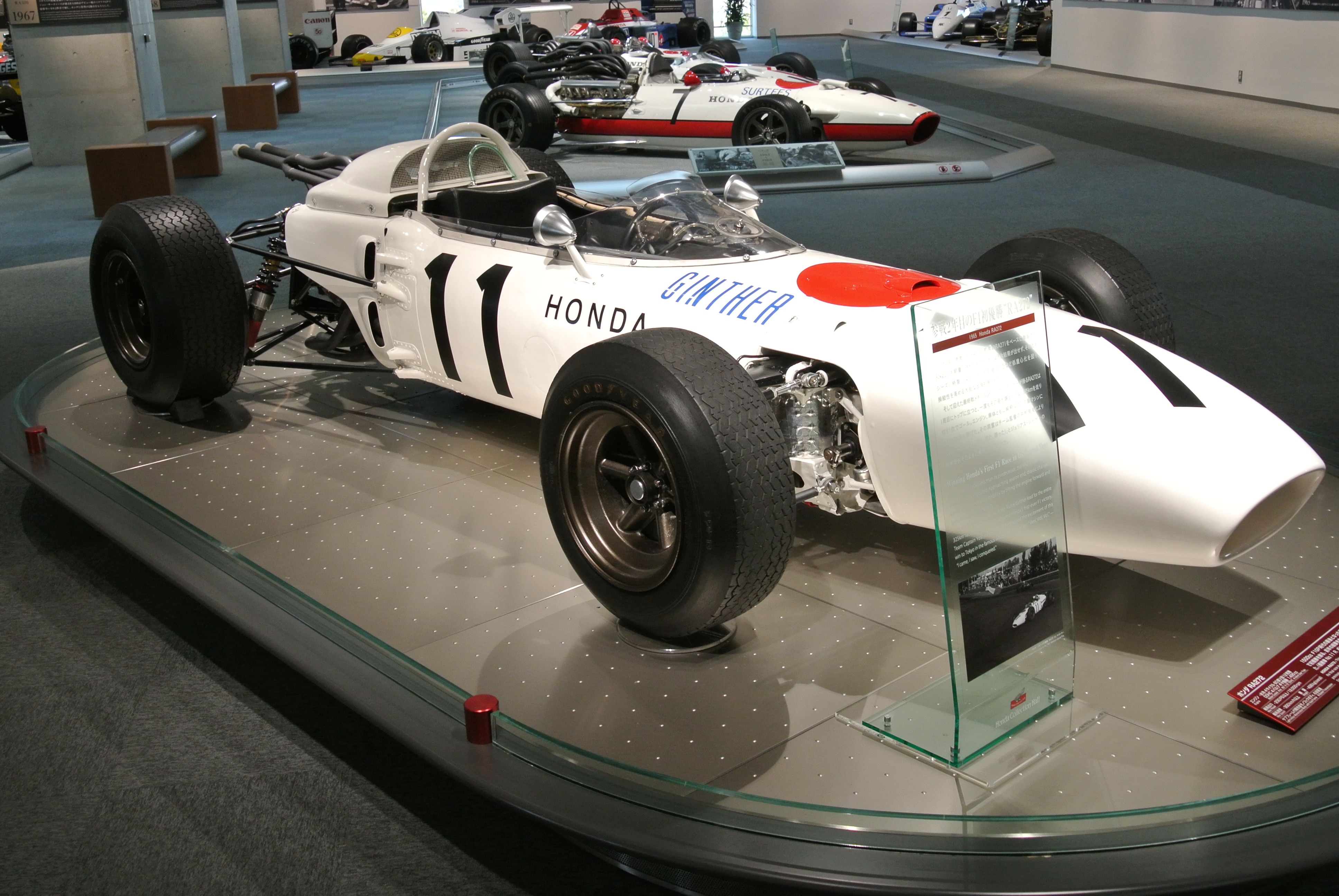
A Honda RA272 a Honda kiállításon.
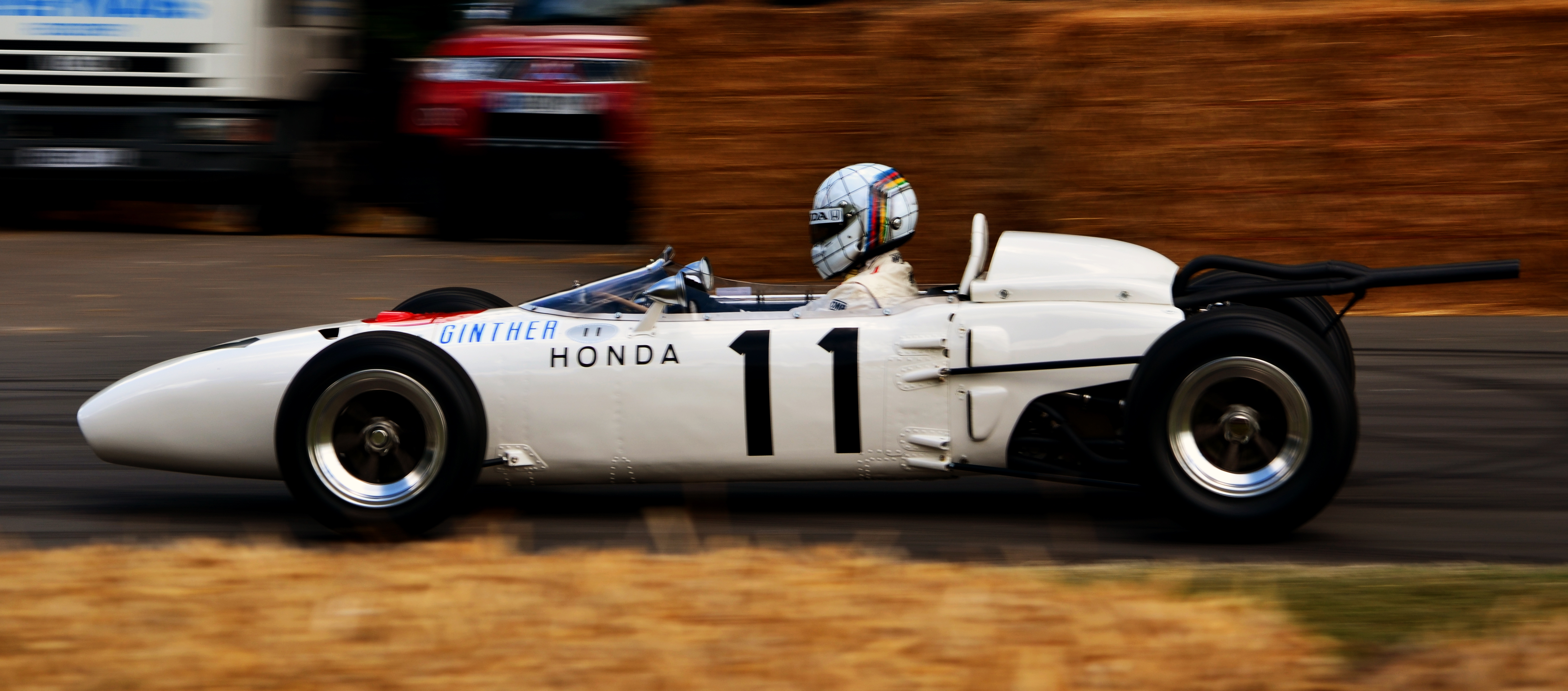
A Honda RA272 a Goodwood-i rendezvényen.